# Вусатка звичайна
Вусатка звичайна (Hypena proboscidalis) — вид лускокрилих комах з родини еребід (Erebidae).

## Поширення
Вид поширений в Європі та Північній Азії на північ до Полярного кола. На сході ареал простягається до Японії. В Альпах він піднімається на висоту понад 1600 метрів. Тварин можна зустріти в листяних, змішаних і хвойних лісах, прибережних територіях, на живоплотах і в садах і парках.

## Опис
Розмах крил молі становить від 28 до 38 мм. Основний колір передніх крил змінюється від сіро-коричневого до жовтувато-коричневого. Зовнішня і внутрішня поперечні лінії темно виділяються, а внутрішня згинається до переднього краю. Хвиляста лінія широка і також темна, але іноді нечітка. Плями відсутні. Під дуже загостреною вершиною часто видно темну тінь. Задні крила сіро-бурі без відмітин. Хоботок молі добре розвинений. Вусики самців війчасті.

## Спосіб життя
Буває два покоління: перше — з травня по липень, друге — з серпня по жовтень. Кормовою рослиною гусениці є кропива дводомна (Urtica dioica).